# Xã Oak, Quận Stearns, Minnesota
Xã Oak (tiếng Anh: Oak Township) là một xã thuộc quận Stearns, tiểu bang Minnesota, Hoa Kỳ. Năm 2010, dân số của xã này là 595 người.